# 낙선운동
낙선운동(落選運動)은 선거에서 특정 후보를 떨어뜨리기 위한 선거운동과 비슷한 활동이다.
2000년 대한민국 제16대 총선을 앞두고 본격적으로 이루어졌는데, 낙선 대상으로 선정된 후보들이 대부분 한나라당, 자민련 등 보수정당 공천자들이었기 때문에 당시 집권여당이었던 새천년민주당을 지원하기 위한 운동이었다는 논란이 일기도 했다. 낙선운동을 금지하는 공직선거법에 대해 2001년 대한민국의 헌법재판소에서 합헌 판결(2000헌마121 - 선거운동, 낙선운동 양자가 결과에 대한 효과는 유사하기에 모두 선거운동으로 인정, 따라서 이를 법률로써 제한 가능하며 현재 정당성과 적정성이 인정되기에(헌법37조2항) 제한법규의 합헌)이 내림으로써 헌법재판소는 낙선운동을 위법적인 활동으로 판시하였다.

## 판례
제3자편의 낙선운동이 실제로 선택하는 운동의 방법이나 형식은 그것이 단순한 의견개진이나 의사표시의 수준을 넘어서서 의도적이고 조직적이며 계획적인 운동의 수준에 이르는 것이 이상, 후보자편의 낙선운동이 취하는 운동의 방법, 형식과 다를 것이 없다. 제3자편의 낙선운동의 효과는 경쟁하는 다른 후보자의 당선에 크건 작건 영향을 미치게 되고 경우에 따라서는 제3자편의 낙선운동이 그 명분 때문에 후보자편의 낙선운동보다도 훨씬 더 큰 영향을 미칠 수도 있다. 비록 이 사건 법률조항이 특정 후보자의 당선을 위한다는 목적이 없는 제3자편의 낙선운동도 선거운동으로 규정하여 그에 따른 규제를 하고 있다 할지라도 국민의 정치적 의사표현의 자유에 대한 제한이 최소한에 그치도록 위에서 본 바와 같은 여러 보완조항을 두고 있음에 비추어 볼 때 이 규정으로 인한 표현의 자유에 대한 제한과 선거의 공정이라는 공익 사이에 균형이 유지되고 있다.

## 참고 문헌
1. ↑  2000헌마121